# پایگاه‌ها و شاخص‌های علم‌سنجی مرتبط با شیمی و مهندسی شیمی
علم‌سنجی (Scientometrics) شاخه‌ای از دانش است که به سنجش و تحلیل کمی و کیفی تولیدات علمی می‌پردازد و یکی از رایج‌ترین روش‌های ارزیابی فعالیت‌های پژوهشی به شمار می‌رود.
این شاخه از علم با استفاده از روش‌های کتاب‌سنجی (Bibliometrics) و تحلیل استنادی، برای ارزیابی تولیدات علمی بکار می‌رود.

## پایگاه‌های نمایه‌سازی
نمایه شدن نشریات علمی در پایگاه‌های داده معتبر برای افزایش اعتبار و شناسایی آنها در سطح بین‌المللی بسیار مهم است.زیرا برای ارزیابی و اعتبار مقالات علمی استفاده می‌شوند. برخی از مهم‌ترین پایگاه‌ها در این حوزه عبارت‌اند از:
- Web of Science، یکی از معتبرترین پایگاه‌های نمایه‌سازی است که توسط شرکت Clarivate اداره می‌شود.[۳]
- Scopus اسکوپوس  یک پایگاه داده علمی بزرگ و جامع است که توسط انتشارات الزویر (Elsevier) ارائه شده و شامل طیف گسترده‌ای از نشریات علمی در رشته‌های مختلف است.[۴]
- DOAJ فهرستی از نشریات دسترسی آزاد را فراهم می‌کند.[۵]
- PubMed بیشتر در حوزه علوم زیستی و پزشکی کاربرد دارد.[۶]
- ISC یا Islamic World Science Citation Center، پایگاه نمایه‌سازی ویژه کشورهای اسلامی است و در حقیقت سامانه اطلاع رسانی علمی می‌باشد که دانشگاه های ایران و جهان اسلام را رتبه بندی می کند و مجلات علمی کشورهای اسلامی را بر اساس معیارهای علم سنجی معتبر اسلامی تجزیه تحلیل می نماید.[۷]

## شاخص‌های علم‌سنجی
برای ارزیابی کیفیت و تأثیرگذاری نشریات علمی، از شاخص‌های مختلفی استفاده می‌شود:
- ضریب تاثیر (Impact Factor)  میانگین تعداد استنادها به مقالات نشریه در دو سال گذشته را نشان می‌دهد.این معیار به‌خصوص در حوزه‌های علمی و پژوهشی مورداستفاده قرار می‌گیرد و به محققان کمک می‌کند تا کیفیت و تأثیرگذاری نشریات مختلف را بسنجند.این معیار معمولاً توسط مؤسسه‌ای به نام Clarivate Analytics ( پیش‌تر به نام Thomson Reuters شناخته می‌شد) محاسبه و منتشر می‌شود.[۸]
- شاخص SJR که توسط Scopus ارائه شده و کیفیت استنادها را نیز لحاظ می‌کند.این شاخص علاوه بر تعداد استنادات، کیفیت و اعتبار مجلاتی که به یک مجله خاص استناد می‌کنند را نیز در نظر می‌گیرد.[۹]
- SNIP شاخصی است که تأثیر استنادها را با در نظر گرفتن زمینه تخصصی هر مقاله تنظیم می‌کند. به عبارت دیگر، این شاخص میزان تأثیر استنادها را با توجه به تعداد استنادهای موجود در آن حوزه تخصصی می‌سنجد.[۱۰]

- شاخص H معیاری برای کمیت (تعداد مقالات) و هم کیفیت (تعداد ارجاعات به مقالات) تولیدات علمی یک محقق است. به عبارت دیگر، این شاخص نشان می‌دهد که یک محقق چند مقاله منتشر کرده که هر کدام حداقل این تعداد بار مورد استناد قرار گرفته‌اند.[۱۱]

## چالش‌ها و محدودیت‌ها
در ارزیابی پژوهش‌ها، اگرچه شاخص‌هایی مانند تعداد مقالات، تعداد استنادات و شاخص‌های دیگر کاربردهای زیادی دارند، اما محدودیت‌هایی هم دارند. در واقع یک شاخص به تنهایی نمی‌تواند کیفیت کلی یک پژوهش را به درستی نشان دهد و برای ارزیابی دقیق‌تر، نیاز به بررسی و تحلیل مجموعه‌ای از شاخص‌ها در کنار هم وجود دارد.
شناخت و استفاده صحیح از پایگاه‌های نمایه‌سازی و شاخص‌های علم‌سنجی، به ارتقای سطح علمی نشریات و نمایه شدن مقالات علمی و همچنین رشد علمی نویسندگان و پژوهشگران کمک قابل توجهی می‌کند.